# أوسيدج سيتي
أوسيدج سيتي (بالإنجليزية: Osage City, Kansas) هي مدينة تقع في مقاطعة اوساج، كانزاس بولاية كانساس في الولايات المتحدة. تبلغ مساحة هذه المدينة 8.52 (كم²)، وترتفع عن سطح البحر 331 م، بلغ عدد سكانها 2943 نسمة في عام 2010 حسب إحصاء مكتب تعداد الولايات المتحدة وتصل الكثافة السكانية فيها 354 نسمة/كم2.

## التركيبة السكانية
قام مكتب تعداد الولايات المتحدة بتحديد بيانات التركيبة السكانية لأوسيدج سيتيفي تعداد الولايات المتحدة. في ما يلي، التركيبة السكانية حسب تعدادي 2000 و2010.

### تعداد عام 2000
بلغ عدد سكان أوسيدج سيتي 3,034 نسمة بحسب تعداد عام 2000، وبلغ عدد الأسر 1,232 أسرة وعدد العائلات 815 عائلة مقيمة في المدينة. في حين سجلت الكثافة السكانية 888.7 نسمة لكل ميل مربع (343.1/كم2). وبلغ عدد الوحدات السكنية 1,303 وحدة بمتوسط كثافة قدره 381.7 نسمة لكل ميل مربع (147.4/كم2).
وتوزع التركيب العرقي للمدينة بنسبة 96.31% من البيض و 1.05% من الأمريكيين الأصليين و 0.07% من الأمريكيين ذوي الأصول الآسيوية و 0.40% من سكان جزر المحيط الهادئ و 0.36% من الأمريكيين الأفارقة و 1.29% من عرقين مختلطين أو أكثر.
بلغ عدد الأسر 1,232 أسرة كانت نسبة 33.5% منها لديها أطفال تحت سن الثامنة عشر تعيش معهم، وبلغت نسبة الأزواج القاطنين مع بعضهم البعض 52.6% من أصل المجموع الكلي للأسر، ونسبة 9.5% من الأسر كان لديها معيلات من الإناث دون وجود شريك، وكانت نسبة 33.8% من غير العائلات. تألفت نسبة 30.8% من أصل جميع الأسر من أفراد ونسبة 16.2% كانوا يعيش معهم شخص وحيد يبلغ من العمر 65 عاماً فما فوق. وبلغ متوسط حجم الأسرة المعيشية 2.95، أما متوسط حجم العائلات فبلغ 2.38.
بلغ العمر الوسطي للسكان 39 عاماً. وكانت نسبة 27.1% من القاطنين تحت سن الثامنة عشر، وكانت نسبة 6.4% بين الثامنة عشر والأربعة وعشرون عاماً، ونسبة 26.0% كانت واقعةً في الفئة العمرية ما بين الخامسة والعشرون حتى والأربعة وأربعون عاماً، ونسبة 19.6% كانت ما بين الخامسة والأربعون حتى الرابعة والستون، ونسبة 20.9% كانت ضمن فئة الخامسة والستون عاماً فما فوق. يوجد لكل 100 أنثى 91.5 ذكر، ويوجد لكل 100 أنثى في الثامنة عشر من عمرها فما فوق 87.2 ذكر.
بلغ متوسط دخل الأسرة في المدينة 31,979 دولار، أما متوسط دخل العائلة فبلغ 39,362 دولار. وكان متوسط دخل الذكور 27,353 دولار مقابل 21,514 دولار للإناث. وسجل دخل الفرد الخاص بالمدينة 17,227 دولار. وكانت نسبة 6.8% من العائلات ونسبة 8.8% من السكان تحت خط الفقر، وكان من هؤلاء نسبة 5.5% تحت سن الثامنة عشر ونسبة 12.9% في الخامسة والستين من العمر وما فوق.

### تعداد عام 2010
بلغ عدد سكان أوسيدج سيتي 2,943 نسمة بحسب تعداد عام 2010، وبلغ عدد الأسر 1,213 أسرة وعدد العائلات 757 عائلة مقيمة في المدينة. في حين سجلت الكثافة السكانية 916.8 نسمة لكل ميل مربع (354.0/كم2). وبلغ عدد الوحدات السكنية 1,359 وحدة بمتوسط كثافة قدره 423.4 لكل ميل مربع (163.5/كم2).
وتوزع التركيب العرقي للمدينة بنسبة 96.2% من البيض و 0.8% من الأمريكيين الأصليين و 0.3% من الأمريكيين ذوي الأصول الآسيوية و 0.5% من الأمريكيين الأفارقة و 2.0% من عرقين مختلطين أو أكثر.
بلغ عدد الأسر 1,213 أسرة كانت نسبة 30.2% منها لديها أطفال تحت سن الثامنة عشر تعيش معهم، وبلغت نسبة الأزواج القاطنين مع بعضهم البعض 44.8% من أصل المجموع الكلي للأسر، ونسبة 12.8% من الأسر كان لديها معيلات من الإناث دون وجود شريك، بينما كانت نسبة 4.8% من الأسر لديها معيلون من الذكور دون وجود شريكة وكانت نسبة 37.6% من غير العائلات. تألفت نسبة 33.2% من أصل جميع الأسر من أفراد ونسبة 17.4% كانوا يعيش معهم شخص وحيد يبلغ من العمر 65 عاماً فما فوق. وبلغ متوسط حجم الأسرة المعيشية 2.95، أما متوسط حجم العائلات فبلغ 2.34.
بلغ العمر الوسطي للسكان 40.8 عاماً. وكانت نسبة 25.5% من القاطنين تحت سن الثامنة عشر، وكانت نسبة 6.9% بين الثامنة عشر والأربعة وعشرون عاماً، ونسبة 21.9% كانت واقعةً في الفئة العمرية ما بين الخامسة والعشرون حتى والأربعة وأربعون عاماً، ونسبة 25.6% كانت ما بين الخامسة والأربعون حتى الرابعة والستون، ونسبة 20.1% كانت ضمن فئة الخامسة والستون عاماً فما فوق. وتوزع التركيب الجنسي للسكان بنسبة 47.8% ذكور و52.2% إناث.

## وصلات خارجية
- www.OsageCity.com
- The US50 - Cities and Towns in Kansas State